# La Bégude-de-Mazenc
La Bégude-de-Mazenc este o comună în departamentul Drôme din sud-estul Franței. În 2009 avea o populație de 1.484 de locuitori.

## Evoluția populației
| An        | 1975 | 1982  | 1990  | 1999  | 2006  | 2009  |
| --------- | ---- | ----- | ----- | ----- | ----- | ----- |
| Populație | 904  | 1.021 | 1.053 | 1.205 | 1.395 | 1.484 |